# Муби (языковая группа)
Му́би (англ. mubi) — одна из групп восточночадской ветви чадской семьи. Основная территория распространения — регионы Батха, Гера, Сила и Саламат в центральной, восточной и юго-восточной частях Чада. Численность носителей языков муби составляет около 92,1 тыс. человек. В группу включают языки биргит, каджаксе, масмадже, муби и ряд других языков и диалектов. В справочнике языков мира Ethnologue группе дано обозначение B1.2.

Большинство языков группы бесписьменные, для некоторых языков муби разрабатывается письменность, основанная на латинской графике, в частности, для языка зиренкель.

## Классификация
Группа муби представлена следующими языками и диалектами:
- биргит;
- джегу;
- каджаксе;
- масмадже;
- муби;
- торам;
- зиренкель.

Помимо перечисленных языков в классификацию британского лингвиста Роджера Бленча включён язык джелькунг, при этом в справочнике Ethnologue джелькунг упоминается как одно из названий языка саба. В классификации чешского лингвиста Вацлава Блажека языки биргит и джегу отнесены к группе дангла, в классификации, опубликованной в работе С. А. Бурлак и С. А. Старостина «Сравнительно-историческое языкознание», не упоминаются языки каджаксе и зиренкель. В справочнике языков мира Ethnologue языки муби входят в языковое объединение B1.2 группы B восточночадской ветви. Как и в классификации Роджера Бленча, в справочнике Ethnologue не упоминается язык джегу, он рассматривается как диалект языка могум группы языков дангла.

Языки муби, джегу, биргит и другие перечислены в классификации чадских языков в статье В. Я. Порхомовского «Чадские языки», опубликованной в лингвистическом энциклопедическом словаре, в то же время в статье «Муби» языки муби обозначены как диалектный пучок, образуемый собственно языком муби и примыкающими к нему диалектами масмадже, биргит и торам. Интернет-сайт MultiTree: A Digital Library of Language Relationships приводит классификацию чадских языков, в которой масмадже и каджаксе включены в число диалектов языка муби.

## Ареал и численность
Ареал языков муби расположен в центральной, восточной и юго-восточной частях Чада (регионы Батха, Гера, Сила и Саламат) он включает основной ареал, куда входят территории распространения языков масмадже, муби, биргит и примыкающая к ним с востока территория распространения языка каджаксе, а также два островных ареала: ареал языка зиренкель, размещённый к западу от основного ареала, и ареал языка торам — к югу от основного ареала.
Ареал языков муби окружён территориями распространения как родственных восточночадских языков дангалеат и джонкор бурматагуил, так и неродственных языков и диалектов: чадских диалектов арабского языка и языков нило-сахарской макросемьи — центральносуданского языка наба; восточносуданских языков дар сила и дар даджу; языков семьи маба — каранга, маба и кибет.
Два языка группы муби отмечены в «Атласе языков мира, находящихся под угрозой исчезновения» (Atlas of the World’s Languages in Danger) организации UNESCO как исчезающий язык (severely endangered) — торам и неблагополучный (definitely endangered) — зиренкель.
Общая численность носителей языков муби по данным справочника Ethnologue составляет около 92,1 тыс. человек. Наиболее распространённым по числу носителей является язык муби — на нём говорит 35,3 тыс. человек (1993), на языке масмадже говорит 25,7 тыс. человек (1993), число носителей остальных языков составляет от 10 тыс. человек и менее. По данным сайта Joshua Project численность народа муби — 73 000 человек, численность народа месмедже — 54 000 человек.
Многие носители языков муби также говорят на широко распространённых в Чаде диалектах арабского языка, носители языка зиренкель помимо этого говорят на восточносуданском языке дар даджу и восточночадском языке дангалеат.